# All Eyez on Me
All Eyez on Me è il quarto album in studio da solista del rapper statunitense Tupac Shakur, pubblicato il 13 febbraio 1996.

## Descrizione
Distribuito dalla Death Row e dalla Interscope Records, l'album è prodotto, tra gli altri, anche dallo stesso Shakur e da Dr. Dre. È il miglior album della carriera artistica del rapper dal punto di vista commerciale: ha superato le 10 milioni di vendite certificate dalla RIAA negli Stati Uniti. Inoltre, fu l'ultimo album pubblicato mentre Shakur era ancora in vita. L'album vince il premio del Soul Train Music Award come miglior album R&B/Soul o Rap dell'anno nel 1997. Nello stesso anno, Tupac Shakur vince anche il premio come artista rap/hip hop preferito agli AMA.
Il 25 aprile 1996, All Eyez on Me raggiunge le 5 milioni di copie vendute, pochi giorni dopo la morte del rapper, l'album arriva a sei milioni e alla fine dell'anno supera sette milioni di copie vendute. Nell'estate del 1997 vende altre 2 milioni di copie e il 23 luglio 2014 raggiunge il disco di diamante per le 10 milioni di copie vendute negli USA. Diviene anche disco di platino in Canada e disco d'oro in Australia.
L'album raggiunge il primo posto della Billboard 200, restando in vetta alla classifica per due settimane e restando in classifica complessivamente per 105 settimane. Con circa 28 milioni di dischi venduti in tutto il mondo, è considerato uno dei migliori album hip-hop di sempre, nonché uno dei più venduti.
| Recensione                    | Giudizio |
| ----------------------------- | -------- |
| AllMusic                      | [ 1 ]    |
| Encyclopedia of Popular Music | [ 28 ]   |
| Entertainment Weekly          | B+       |
| Los Angeles Times             | [ 30 ]   |
| Q                             | [ 31 ]   |
| Rolling Stone                 | [ 32 ]   |
| The Rolling Stone Album Guide | [ 33 ]   |
| Pitchfork                     | [ 34 ]   |
| NME                           | [ 35 ]   |
| Spin                          | [ 36 ]   |

## Tracce
Book 1
1. Ambitionz Az a Ridah – 4:39 (testo: Tupac Shakur, Delmar Arnaud – musica: Daz Dillinger)
2. All About U (featuring Dru Down, Nate Dogg, Snoop Dogg, Yaki Kadafi & Hussein Fatal) – 4:37 (testo: Shakur, Johnny Jackson, Larry Blackmon, Tomi Jenkins – musica: Johnny "J", Tupac Shakur)
3. Skandalouz (featuring Nate Dogg) – 4:09 (testo: Shakur, Arnaud – musica: Daz Dillinger)
4. Got My Mind Made Up (featuring Daz Dillinger, Kurupt, Method Man & Redman) – 5:13 (testo: Shakur, Arnaud, Ricardo Brown – musica: Daz Dillinger)
5. How Do U Want It (featuring K-Ci & JoJo) – 4:47 (testo: Shakur, Jackson – musica: Johnny "J")
6. 2 of Amerikaz Most Wanted (featuring Snoop Dogg) – 4:07 (testo: Shakur, Arnaud, Calvin Broadus – musica: Daz Dillinger)
7. No More Pain – 6:14 (testo: Shakur, DeVanté Swing, Timothy Mosley, Clifford Smith, Robert Diggs Jr. – musica: Devanté)
8. Heartz of Men – 4:43 (testo: Shakur, David Blake, Prince Nelson, George Clinton Jr., William Collins, Clarence Haskins, Bernard Worrell – musica: DJ Quik)
9. Life Goes On – 5:02 (testo: Shakur, Jackson, Stacey Smallie – musica: Johnny "J")
10. Only God Can Judge Me (featuring Rappin' 4-Tay) – 4:57 (testo: Shakur, Doug Rashed – musica: Doug Rashead)
11. Tradin’ War Stories (featuring Dramacydal, C-Bo & Storm) – 5:29 (testo: Shakur, Mike Mosley – musica: Mike Mosley)
12. California Love (Remix) (featuring Dr. Dre & Roger Trautman) – 6:25 (testo: Shakur, James Anderson, Andre Young, Roger Troutman, Larry Troutman, Norman Durham, Woody Cunningham – musica: Dr. Dre)
13. I Ain't Mad at Cha (featuring Danny Boy) – 4:53 (testo: Shakur, Arnaud – musica: Daz Dillinger)
14. What'z Ya Phone # (featuring Danny Boy) – 5:10 (testo: Shakur, Jackson – musica: Johnny "J", Tupac Shakur)

Durata totale: 70:25
Book 2
1. Can't C Me (featuring George Clinton) – 5:30 (testo: Shakur, Young – musica: Dr. Dre)
2. Shorty Wanna Be a Thug – 3:51 (testo: Shakur, Jackson – musica: Johnny "J")
3. Holla at Me – 4:56 (testo: Shakur, Bobby Ervin – musica: Bobby "Bobcat" Ervin)
4. Wonda Why They Call U Bitch – 4:19 (testo: Shakur, Jackson – musica: Johnny "J")
5. When We Ride (featuring Outlaw Immortalz) – 5:09 (testo: Shakur, Mark Jordan – musica: DJ Pooh)
6. Thug Passion (featuring Jewell, Dramacydal & Storm) – 5:08 (testo: Shakur, Jackson, L. Troutman, R. Troutman, Shirley Murdock – musica: Johnny "J")
7. Picture Me Rollin' (featuring Danny Boy, CPO & Big Syke) – 5:15 (testo: Shakur, Jackson, Tiruss Himes – musica: Johnny "J")
8. Check Out Time (featuring Kurupt & Big Syke) – 4:39 (testo: Shakur, Jackson, Himes, Brown – musica: Johnny "J")
9. Ratha Be Ya N.I.G.G.A. (featuring Richie Rich) – 4:14 (testo: Shakur, Rasheed – musica: Doug Rasheed)
10. All Eyez on Me (featuring Big Syke) – 5:08 (testo: Shakur, Jackson, James Pennington – musica: Johnny "J")
11. Run tha Streetz (featuring Michel'le, Napoleon & Storm) – 5:17 (testo: Shakur, Jackson – musica: Johnny "J")
12. Ain't Hard 2 Find (featuring E-40, B-Legit, D-Shot, C-Bo & Richie Rich) – 4:29 (testo: Shakur, Mosley – musica: Mike Mosley)
13. Heaven Ain't Hard 2 Find (featuring Danny Boy) – 3:58 (testo: Shakur, Quincy Jones III – musica: QDIII)

Durata totale: 61:53

## Nella cultura di massa
La traccia Ambitionz Az A Ridah è presente nella colonna sonora del videogioco Grand Theft Auto V.
Nel 2017 è uscito il film biografico All Eyez on Me sulla vita dell'artista. Il titolo del film è stato preso dall'album omonimo.

## Classifiche

### Classifiche settimanali
| Classifica (1996)         | Posizione massima |
| ------------------------- | ----------------- |
| Australia                 | 19                |
| Belgio (Fiandre)          | 44                |
| Belgio (Vallonia)         | 34                |
| Germania                  | 16                |
| Norvegia                  | 34                |
| Nuova Zelanda             | 15                |
| Regno Unito               | 32                |
| UK R&B                    | 6                 |
| Stati Uniti               | 1                 |
| US Top R&B/Hip-Hop Albums | 1                 |
| Svezia                    | 5                 |
| Svizzera                  | 15                |
| Classifica (2001)         | Posizione massima |
| Regno Unito               | 116               |
| Classifica (2002)         | Posizione massima |
| Regno Unito               | 65                |
| Classifica (2003)         | Posizione massima |
| Francia                   | 99                |
| Paesi Bassi               | 44                |
| Regno Unito               | 74                |
| Classifica (2004)         | Posizione massima |
| Francia                   | 155               |
| Regno Unito               | 172               |
| Classifica (2005)         | Posizione massima |
| Francia                   | 125               |
| Classifica (2007)         | Posizione massima |
| Francia                   | 173               |
| Classifica (2008)         | Posizione massima |
| Francia                   | 134               |
| Classifica (2012)         | Posizione massima |
| US Catalog Albums         | 9                 |

### Classifiche di fine anno
| Classifica (1996)         | Posizione |
| ------------------------- | --------- |
| Germania                  | 66        |
| Stati Uniti               | 12        |
| US Top R&B/Hip-Hop Albums | 3         |
| Classifica (1997)         | Posizione |
| Stati Uniti               | 85        |
| US Top R&B/Hip-Hop Albums | 49        |
| Classifica (2013)         | Posizione |
| Stati Uniti               | 85        |
| US Top R&B/Hip-Hop Albums | 49        |